# Baggerschute
Baggerschuten sind Leichter ohne eigenen Antrieb, die  Baggergut von einem Baggerschiff übernehmen. Anschließend werden sie zu einer anderen Stelle geschleppt, wo die Ladung durch Öffnen des Bodens verklappt werden kann. 
Damit Baggerschuten beim Öffnen des Bodens nicht sinken, sind sie doppelwandig gebaut. Nur der mittlere Teil des Rumpfes enthält die Ladung und kann geöffnet werden.